# William Galbraith

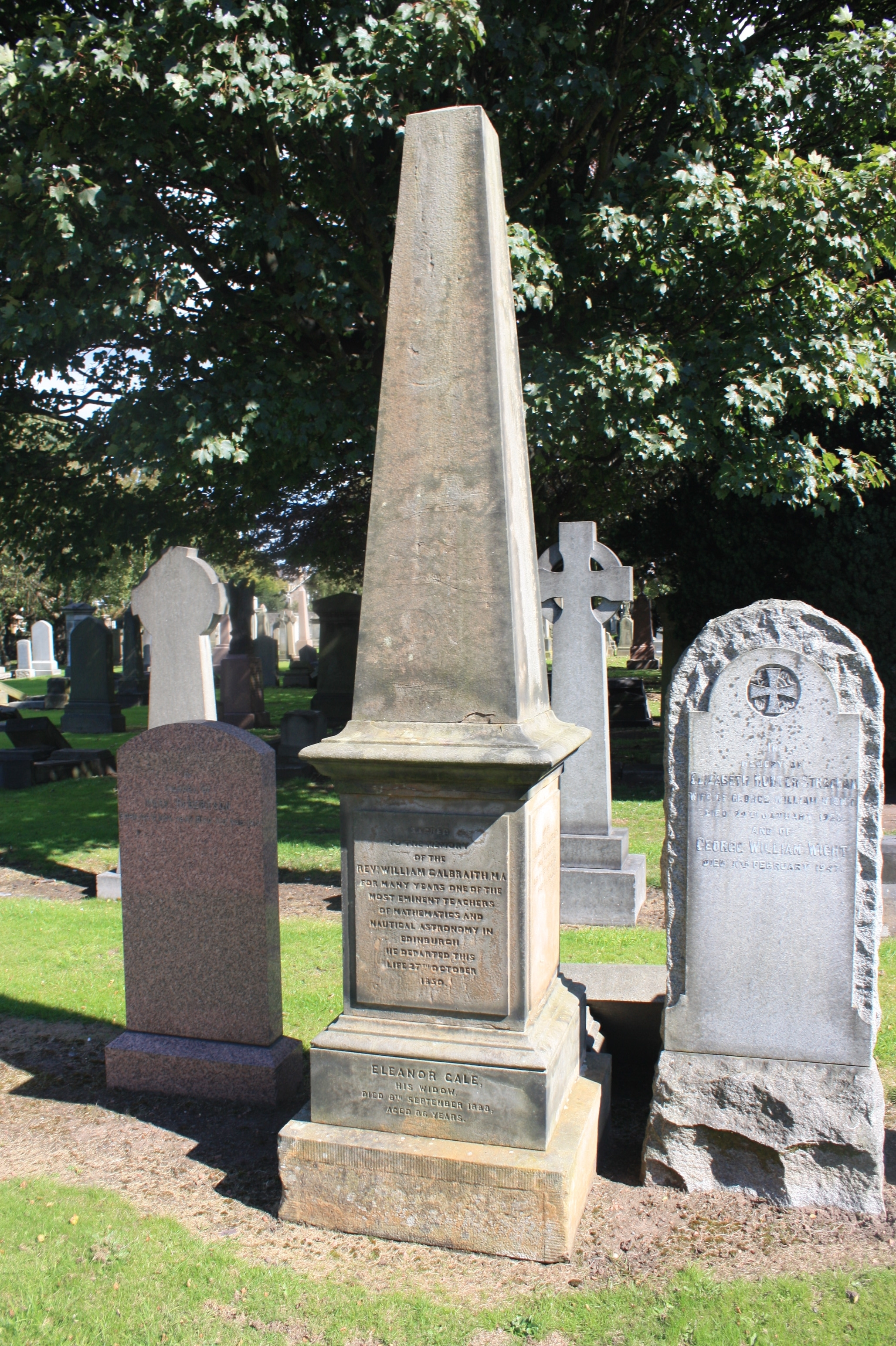
Sepultura de William Galbraith, Grange Cemetery

William Galbraith (Greenlaw, Berwickshire, 1786 – 27 de outubro de 1850) foi um matemático escocês. Lecionou matemática e astronomia náutica em Edimburgo.

## Vida
Nasceu em Greenlaw, Berwickshire.

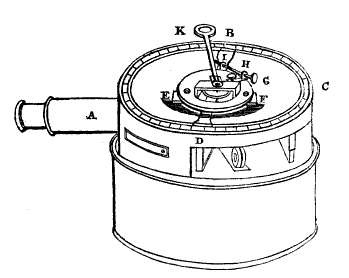
Galbraith's pocket-box circle, an invention for portable surveying.

Galbraith foi sepultado com sua mulher na seção noroeste do Cemitério de Grange em Edimburgo.

## Obras
- Mathematical and Astronomical Tables (1827)[4] Review.[5]
- Trigonometrical Surveying, Levelling, and Railway Engineering (1842)[6]

Editou o trabalho sobre agrimensura de John Ainslie de 1812 (1849), e revisou com William Rutherford Algebra, de John Bonnycastle.